# Pierre Alexandre le Camus

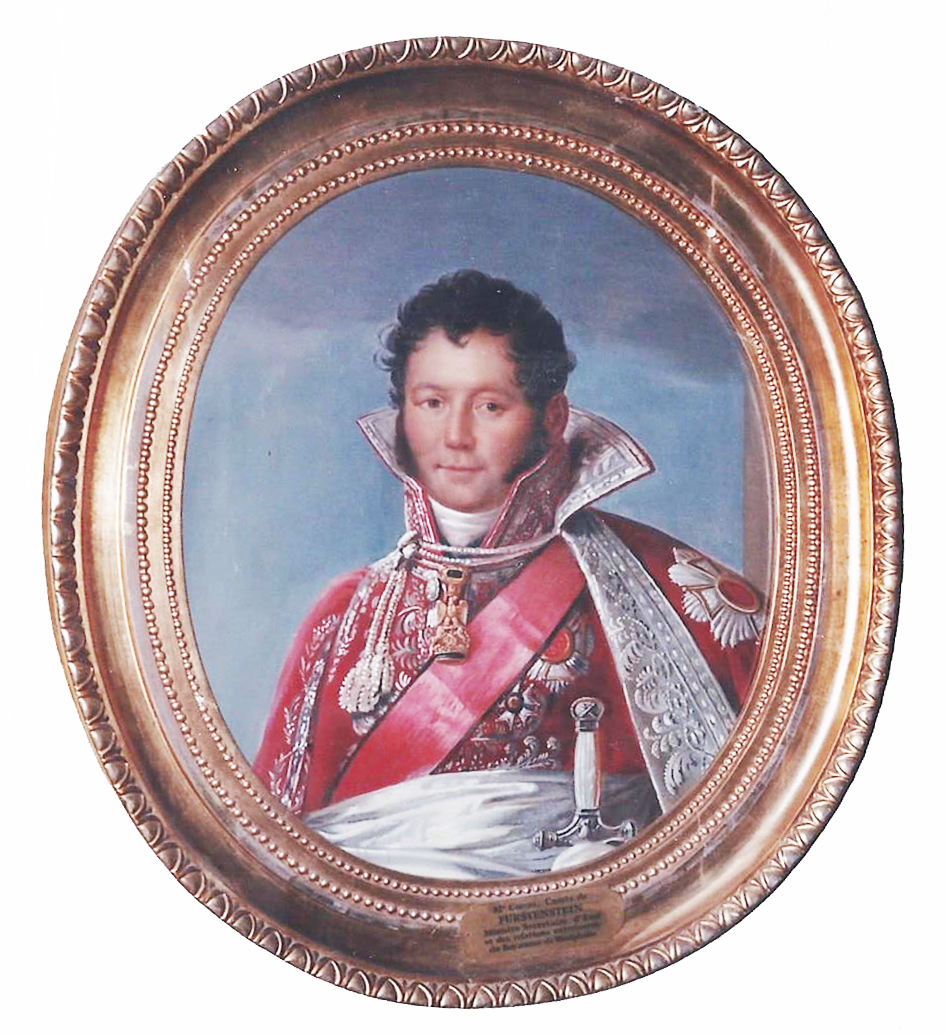
Pierre Alexandre le Camus, Comte de Fürstenstein, Ministre Secrétaire d’Etat et des relations exterieures du Royaume de Westphalie (Kopie des Gemäldes von Louis-Francois Aubry)

Pierre Alexandre le Camus (* 17. November 1774 auf Martinique; † 30. November 1824 auf Château Grand Chesnay, Le Chesnay, Frankreich) war Günstling des Königs Jérôme von Westphalen. Er wurde dessen Minister-Staatssekretär und Minister des Auswärtigen, zudem erhob ihn Bonaparte zum Grafen von Fürstenstein.

## Leben
Pierre Alexandre le Camus wurde als Sohn des französischen Pflanzers Pierre Timothée le Camus (* um 1738, † 22. Oktober 1810 in Fort-Royal, Martinique) und dessen Frau Rose Dorothée Baylies-Dupuy (* 13. Dezember 1763 in Fort-Royal) auf der französischen Insel Martinique geboren. Er hatte einen Bruder, Auguste, und drei Schwestern.
Le Camus machte Jérôme Bonapartes Bekanntschaft, als dieser mit dem Expeditionsheer des Generals Charles Leclerc 1801 zur Unterwerfung des schwarzen Generals Toussaint L’Ouverture nach Saint Domingue kam. Jérôme war von dem liebenswürdigen jungen Kreolen so eingenommen, dass er ihn trotz dessen lückenhafter Erziehung zu seinem Privatsekretär machte und ihn nahezu permanent in seiner Nähe wünschte. Le Camus verhandelte in Jérômes Auftrag mit dem französischen Generalkonsul L.A. Pichon wegen Jérômes beabsichtigter Heirat mit Elizabeth Patterson und teilte Pichon dann am 25. Dezember 1803 mit, dass die Trauung bereits am Vorabend stattgefunden habe.
Le Camus kam mit Jérôme 1805 nach Europa und blieb dessen engster Vertrauter. Als Jérôme 1807 von seinem Bruder zum König des für ihn neu geschaffenen Königreichs Westphalen gemacht wurde, wurde Le Camus Erster Kammerherr, Erster Sekretär und Großmeister der Garderobe. Am 24. Dezember 1807 übertrug Jérôme seinem Günstling das heimgefallene große Lehen der Familie Diede zum Fürstenstein mit der Burg und Herrschaft Fürstenstein (bei Eschwege) und der Herrschaft Immichenhain als erbliches Mannlehen sowie eine jährliche Pension von 40.000 Francs und erhob ihn zum Grafen von Fürstenstein. Le Camus war damit der erste von Jérôme in den Grafenstand erhobene Untertan. Kaiser Napoleon war empört und schickte seinem Bruder am 4. Januar 1808 einen geharnischten Brief. Darin zürnte er:
„Was hat der Herr Le Camus getan? Er hat dem Vaterland keinerlei Dienst erwiesen, er war nur Dir zu Diensten. .... Es gibt mindestens zehn Männer, die mir das Leben gerettet haben, denen gebe ich nur 600 Francs Pension. Ich habe Marschälle, die zehn Schlachten gewonnen haben, die mit Blessuren bedeckt sind und die nicht die Vergünstigungen erhalten, die Du dem Herrn Le Camus gibst.  Es ist daher unumgänglich, dass Du diese Maßnahme zurücknimmst ....oder dass der Herr Le Camus seiner französischen Staatsbürgerschaft entsagt.“
Jérôme, der laut Napoleons Gesandten Karl Friedrich Reinhard ohne Le Camus nichts, nicht einmal einschlafen konnte, entschied sich für die zweite Option und fuhr fort, seinen Günstling zu favorisieren. Am 21. Januar 1808 ernannte er Le Camus zum Staatsrat. Am gleichen Tage entließ er, auf dessen Wunsch, den erst am 17. November 1807 ernannten bisherigen Minister-Staatssekretär Johannes von Müller (dieser wurde stattdessen Direktor des öffentlichen Unterrichts), und am 26. Februar 1808 machte er Le Camus zu Müllers Nachfolger. Gleichzeitig wurde Le Camus provisorisch und ab 1. Oktober 1808 endgültig mit den auswärtigen Angelegenheiten des Königreichs betraut. Bereits am 15. April 1808 wurden dem neu geschaffenen Grafen von Fürstenstein die Lehen Fürstenstein, Immichenhain und Niddawitzhausen als Allodialbesitz übereignet. Er übernahm das Wappen und die Livree der Herren von Fürstenstein. Die Herrschaft Immichenhain verkaufte Le Camus am 11. August 1809 an Jérômes Hofmarschall, den Baron Anne-François Louis Bertrand de Boucheporn.
Le Camus, der kein Deutsch sprach und seinen Titel, zum Amüsement seiner Umgebung und seiner selbst, nur als Comte de „Furchentintin“ aussprechen konnte, war nach dem Königspaar unstreitig der erste Mann im Königreich und Herr des königlichen Vertrauens. Er behielt nicht nur seinen neuen Titel und Besitz, sondern Napoleon bewilligte am 17. April 1812 sogar seine Ernennung zum Grafen des Empires.
Nachdem Jérôme am 25. Dezember 1809 den Orden der Westphälischen Krone gestiftet hatte, wurde Le Camus am 15. August 1810 erster Großkommandeur des Ordens (deren Gesamtzahl war auf 10 beschränkt) und übernahm provisorisch auch die Ordensämter des Großkanzlers und des für die Einnahmen und Ausgaben des Ordens verantwortlichen Schatzmeisters und Generaladministratoren.
Arthur Kleinschmidt schrieb in seiner 1893 erschienenen Geschichte des Königreichs Westphalen:
„Durchdringend war sein Verstand, sein Charakter aber unedel; trotz aller Intrigen blieb er der Günstling des Königs, dem er, wie Reinhard sagte, zum Einschlafen unentbehrlich war; er vergeudete die Zeit, tat wenig Böses und nichts Gutes, und das eigene Gefühl, wie wenig er leisten könne, verlieh ihm eine vornehme Reserve. Angenehm im Umgange, gefällig bei Liebeshändeln, war er der Mann nach Jeromes Herzen. Er suchte nach einer glänzenden Partie unter dem Adel Westphalens.“
Auch dies gelang ihm mit Jérômes Hilfe. Am 12. Juni 1809 heiratete er die Gräfin Adelaide von Hardenberg (* 19. März 1784; † 25. September 1867). Dazu trennte er sich von seiner bisherigen Geliebten, Diana Rabe von Pappenheim, die dann auf seine Empfehlung Jérômes Mätresse wurde.  Auch seine drei schönen Schwestern heirateten gut. Claire Adélaïde Le Camus (1789–1874) heiratete den französischen General und westphälischen Kriegsminister Joseph Antoine Morio (1771–1811) und in zweiter Ehe den Admiral Baron Victor Guy Duperré (1775–1846), mit dem sie drei Kinder hatte. Rose Claire Antoinette Le Camus († 1854) heiratete André-François Ocher de Beaupré (* 1776), der General und 1839 Inspecteur Général von Algerien wurde und mit dem sie eine Tochter und einen Sohn hatte. Die dritte Schwester, deren Name nicht bekannt ist, ehelichte den Generaldirektor der westfälischen Posten, Monsieur Pothuau, mit dem sie einen Sohn hatte, Louis Pierre Alexis Pothuau (1871 Vizeadmiral, 1871–1873 und 1877–1879 Marineminister, 1879–1880 Botschafter in London).
Seiner eigenen Ehe mit Adelaide von Hardenberg entstammten zwei Kinder: Adélaïde Marianne Lysinca Le Camus (* 10. Januar 1816; † 11. Dezember 1900) und Adolphe Charles Alexandre Le Camus (* 8. März 1818; † 20. Mai 1895). Der König von Preußen bestätigte später den Kindern den Titel der Grafen von Fürstenstein.
Nach dem Ende der napoleonischen Herrschaft lebte Le Camus in Frankreich. Er starb am 30. November 1824 auf dem Schloss Grand Chesnay in Le Chesnay, in der Nähe von Versailles. Er wurde auf dem Pariser Friedhof Père-Lachaise beerdigt; seine Gebeine wurden 2001 ins dortige Ossuarium transferiert.